# Domašov nad Bystřicí
Domašov nad Bystřicí település Csehországban, az Olomouci járásban. Domašov nad Bystřicí Libavá, Hraničné Petrovice, Moravský Beroun, Norberčany és Jívová településekkel határos. Lakosainak száma 491 fő (2024. január 1.).

## Népesség
A település lakosságának változását az alábbi diagram mutatja:
| Lakosok száma | 1004 | 1185 | 1173 | 754  | 500  | 480  | 499  | 488  | 495  | 491  |
|               | 1869 | 1890 | 1921 | 1950 | 1980 | 2001 | 2017 | 2019 | 2022 | 2024 |